# Mendesella jaraguaiensis
Mendesella jaraguaiensis är en stekelart som beskrevs av Yamada och Penteado-dias 2002. Mendesella jaraguaiensis ingår i släktet Mendesella och familjen bracksteklar. Inga underarter finns listade i Catalogue of Life.